# Pleurodema
Genre
Synonymes
- Leiuperus Duméril & Bibron, 1841
- Chianopelas Tschudi, 1845
- Iliobates Steindachner, 1867
- Lystris Cope, 1869 "1868"
- Somuncuria Lynch, 1978

Pleurodema est un genre d'amphibiens de la famille des Leptodactylidae.

## Répartition
Les 15 espèces de ce genre se rencontrent en Amérique du Sud.

## Liste des espèces
Selon Amphibian Species of the World (10 juin 2017) :
- Pleurodema alium Maciel & Nunes, 2010
- Pleurodema bibroni Tschudi, 1838
- Pleurodema borellii (Peracca, 1895)
- Pleurodema brachyops (Cope, 1869)
- Pleurodema bufoninum Bell, 1843
- Pleurodema cinereum Cope, 1878
- Pleurodema cordobae Valetti, Salas, & Martino, 2009
- Pleurodema diplolister (Peters, 1870)
- Pleurodema guayapae Barrio, 1964
- Pleurodema kriegi (Müller, 1926)
- Pleurodema marmoratum (Duméril & Bibron, 1840)
- Pleurodema nebulosum (Burmeister, 1861)
- Pleurodema somuncurense (Cei, 1969)
- Pleurodema thaul (Schneider, 1799)
- Pleurodema tucumanum Parker, 1927

## Publication originale
- Tschudi, 1838 : Classification der Batrachier, mit Berucksichtigung der fossilen Thiere dieser Abtheilung der Reptilien, p. 1-99 (texte intégral).